# Timiș
Timiș o Tamiš (romanès: Timiș, serbi: Тамиш; alemany: Temesch, hongarès: Temes) és un riu de 359 km (223 mi) de llarg que travessa la regió del Banat de Romania i Sèrbia i s'uneix al Danubi prop de Pančevo, al nord de Sèrbia. A causa de la seva posició a la regió, ha estat etiquetada com a "columna vertebral del Banat".

## Navegació
En el seu curs inferior, el riu està regulat i, durant els darrers 53 km, és navegable.
Pančevo tenia un port molt ocupat ja al segle XVII, quan fou ocupat pels turcs otomans. Més tard, en el període dels Habsburg, es va convertir en un centre de les rutes fluvials a la regió del Banat. El gra es va transportar a la capital de Viena, mentre que més tard, amb la industrialització de Pančevo, es va desenvolupar l'enviament de cervesa, seda, sal, maons i fusta. Amb el temps, es va construir una filera de passadissos, magatzems i objectes d'emmagatzematge al llarg de la vora del riu. Amb l'aparició de la força de vapor, també es va desenvolupar el transport de passatgers, que connectava Pančevo i la capital sèrbia Belgrad. A mesura que Pančevo es va convertir en el centre industrial desenvolupat, a principis del segle XX el trànsit a Timiș es va fer tan intens que el riu va haver de ser redirigit i redreçat, amb nombrosos canals tallats al seu voltant.